# Christer Mattsson
Jan Christer Mattsson, född 7 augusti 1971 i Göteborg, är svensk forskare och lärare, verksam vid Göteborgs universitet samt i Kungälvs kommun. 
Mattsson är docent i pedagogik och föreståndare för Segerstedtinstitutet vid Göteborgs universitet. Han verkar både nationellt och internationellt med frågor som berör förebyggande av våldsbejakande extremism, motverkande av rasism samt undervisning om Förintelsen. Han är upphovsman till Toleransprojektet som startade på uppdrag av Kungälvs kommun efter mordet på John Hron 1995. Toleransprojektet syftar till att förebygga rekrytering av unga människor till nazism- och vitmaktgrupperingar. Mellan 2023 och 2026 är han gästprofessor vid NMBU i Oslo. Under sin gästprofessur medverkar han i ett Skandinaviskt forskningsprojekt om återintegrering till samhället av individer som varit aktiva i våldsamma extremistmiljöer.     
I sin forskning fokuserar Christer Mattsson på radikaliseringsprocesser hos personer som är eller har varit aktiva i vitmaktmiljöer. Ett annat av hans forskningsintressen berör minnet av Förintelsen och strategier för att motverka antisemitism.  
Christer Mattsson disputerade 2018 i pedagogiskt arbete med avhandlingen Extremisten i klassrummet.

## Priser och utmärkelser
- Anna Lindh-stipendiet (2010)[2]
- Artister mot nazister (2011)
- Michael A Frieds pris (2011)
- Dialogpriset (2013)[3]
- Fredkullapriset (2013)[4]
- John Hron-priset (2022)
- 27-januari priset (2023)[5]
- Pam Fredmans pris (2023)[6]
- Martin Luther King priset (2024)[7]
- Micael Bindefelds stiftelse till minnet av Förintelsens stipendium (2024)[8]